# Frontenhausen
Frontenhausen település Németországban, azon belül Bajorországban. Lakosainak száma 4858 fő (2023. december 31.). Frontenhausen Gangkofen, Aham és Marklkofen községekkel határos.

## Népesség
| Lakosok száma | 1343 | 2682 | 2407 | 3151 | 4511 | 4634 | 4586 | 4637 | 4677 | 4858 |
|               | 1875 | 1950 | 1975 | 1987 | 2012 | 2014 | 2016 | 2017 | 2021 | 2023 |